# Carl Fredrik Pechlin

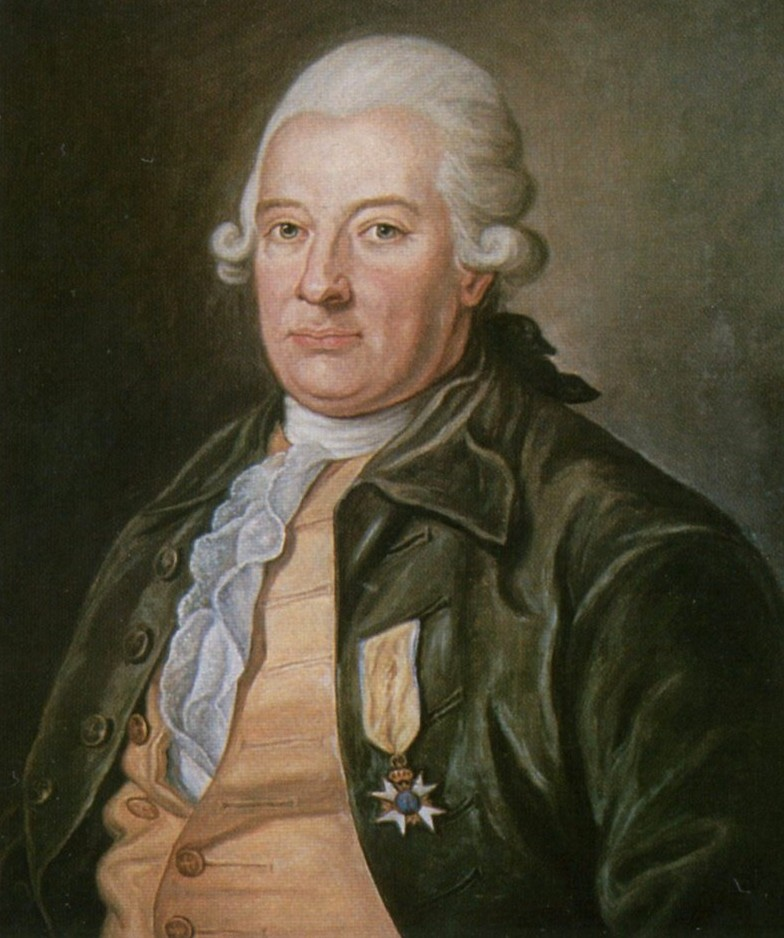
Per Krafft der Ältere: Carl Fredrik Pechlin

Carl Fredrik Pechlin, gebürtig Carl Friedrich Freiherr Pechlin von Löwenbach, (* 8. August 1720 in Holstein; † 29. Mai 1796 in der Festung Varberg) war ein Offizier und Politiker.

## Kindheit und Ausbildung
Carl Fredrik Pechlin war ein Sohn von Johann von Pechlin (getauft am 18. September 1682 in Schleswig) und dessen Ehefrau Marie Amalie, geborene von Flohr. Der Vater wurde 1740 als Edler von Löwenbach in den Adelsstand erhoben und 1743 zum Freiherrn ernannt. Im Alter von sechs Jahren zog Pechlin 1726 mit seiner Familie nach Schweden, wo der Vater als holstein-gottorfischer Gesandter arbeitete. Anfang 1735 lebte er mit seinen Brüdern in Lund und erhielt Unterricht von Hauslehrern. Hier wurden sie nach Vorgaben des Vaters erzogen. Seinen Sohn Carl Fredrik erachtet er als nicht unbegabt, sorgte sich jedoch sehr, dass er prahlerisch, nachlässig, zügellos, leichtsinnig, hinterhältig und mutwillig sei.
1733 trat Pechlin als Volontär in das Regiment Adlerfeldt in Malmö ein. Sein Vater gab drei Jahre später die Anweisung, dass er eine Ausbildung zum Fortifikationsoffizier erhalten solle. Er lernte hier bei dem Offizier Otto Adrian Bergh und bekam von diesem Kost und Logis. Im August 1737 wechselte Pechlin als Fourier zur Kompanie von Oberstleutnant Gustaf Ruthensparre. Bis 1738 erhielt er eingeschränkt weiterhin Unterricht von Bergh, konzentrierte sich jedoch zunehmend auf die militärische Grundausbildung. 1740 wurde er zum Fähnrich ernannt und nahm am Russisch-Schwedischen Krieg teil. Er erlebte die Schlacht bei Villmanstrand und ging noch vor Kriegsende wieder nach Schweden.

## Eintritt in die Politik
Im Rahmen des Reichstags 1742/43 wurde Pechlin erstmals politisch tätig. Hier kooperierte er vermutlich mit dem intriganten Oberst Carl Otto Lagercrantz. Der Oberst bekam im Juni 1743 die Aufgabe übertragen, aufständische Bauern aus Dalarna, die aufgrund wirtschaftlicher Probleme und der ungeklärten Thronnachfolge revoltierten, von einem Einmarsch in Stockholm abzuhalten. Pechlin diente bei der erfolglosen Reise vermutlich als Adjutant. Er begleitete wahrscheinlich auch die von Lagercrantz im Sommer 1743 geleitete Militäraktion, mit der in Dalarna der letzte Widerstand beendet werden sollte.

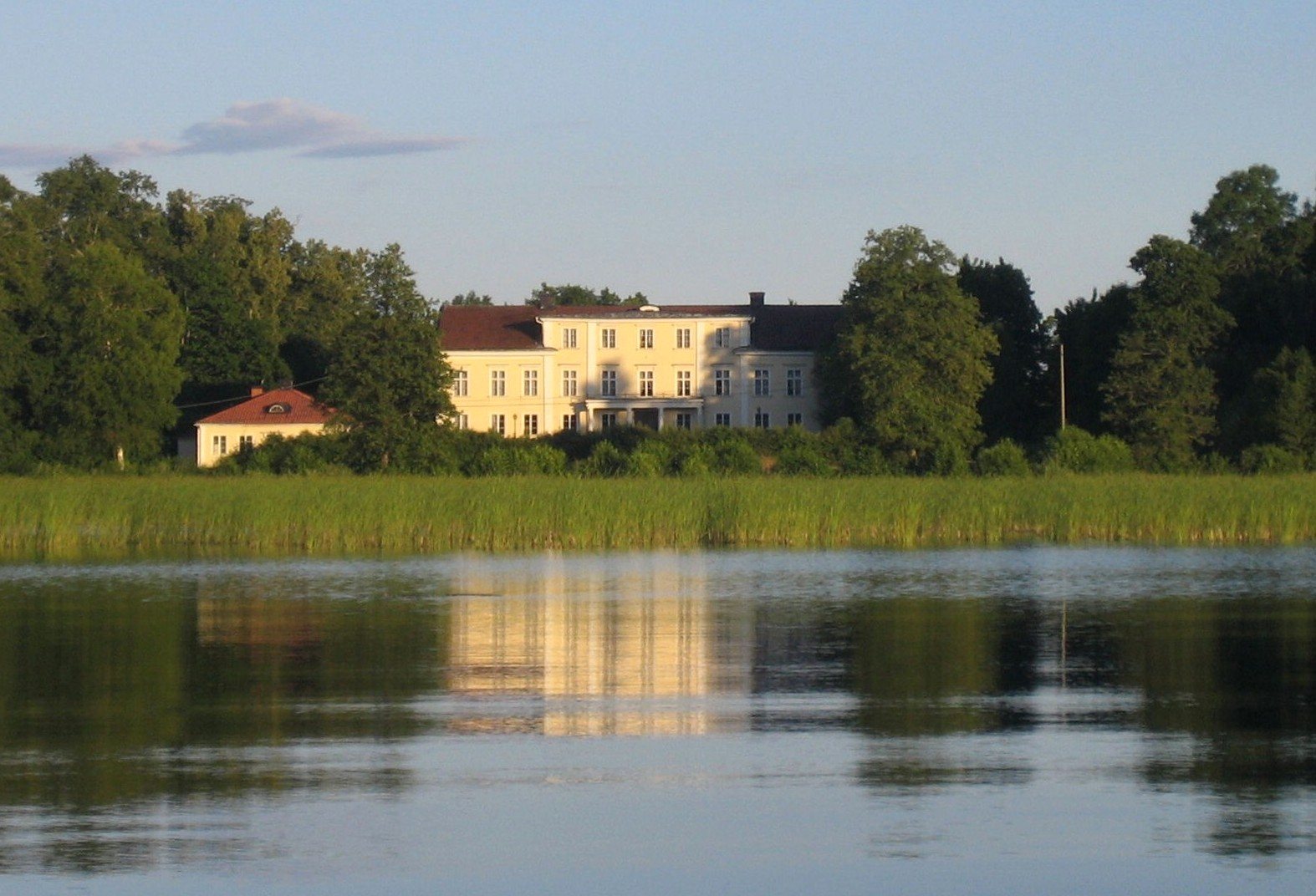
Gutshaus Åhult von Westen

Nach Kriegsende konzentrierte sich Pechlin auf das Militär und stieg schnell auf. 1743 wurde er zum Leutnant, 1751 zum Major im Regiment Kalmar ernannt. Über seine Frau erbte er ein großes Vermögen, darunter das Gut Åhult in Småland. Er galt als besonders übler Bauernschinder, auf den 1775 drei seiner Untergebenen einen Mordversuch ausübten.
Pechlins aktive Zeit als Politiker reichte vom Tod des Königs Karl XII. von Schweden im Jahr 1718 bis zum Staatsstreich Gustav III. im Jahr 1772 und bis zum Ende der Regierung Gustav III. im Jahr 1792. Die erste Phase war geprägt von der Konzentration der politischen Macht in den Ständen und Auseinandersetzungen der Parteien der „Hüten“ und „Mützen“. Die Partei der Hüte orientierte sich an den Franzosen, stellte sich außenpolitisch gegen Russland und verfolgte eine merkantilistische Wirtschaftspolitik. Die Partei der Mützen suchte eine Einigung mit den Russen, wollte in der Wirtschaftspolitik sparsam agieren und ausgeglichene Budgets schaffen. Pechlin trat bei den bedeutendsten politischen Vorgängen dieser Jahre mitunter bedeutend in Erscheinung, so 1755/56 beim versuchten Staatsstreich durch Adolf Friedrich von Holstein-Gottorf und dessen Ehefrau Luise Ulrike, 1772 beim Staatsstreich Gustav III. und 1792 bei Mord von Gustav III. Er versuchte immer die Staatsform bewahren und ging gegen alle Bestrebungen vor, die Macht des Königs zu erweitern.
Nach dem Reichstag 1755/56 und dem gescheiterten Staatsstreich durch König Adolf Friedrich sollte Pechlin mit freiwilligen jungen Adligen die Ordnung in Stockholm sichern. Auf diesem Reichstag erhielt er Aufträge, die zeigen, dass ihn die Partei der Hüte schätzte. Ihm wurde die Kontrolle über die Wahl des Landmarschalls (Wortführer des Adels) übertragen. Außerdem wurde er zum Wahlmann ernannt und in den Geheimen Ausschuss berufen, was bei Neulingen selten vorkam. Der französische Gesandte Louis d’Havrincourt übergab ihm einen Großteil französischer Bestechungsgelder, um diese zu verteilen. Bei den folgenden Reichstagen bekam er ähnliche Aufgaben, bei denen es um Einfluss und Gelder ging.
Während des Reichstags 1755/56 wurden missbräuchliche Beförderungen in Militär und Verwaltung diskutiert. Diese führten zu dem Verwaltungsgutachten „tjänstebetänkandet“, gemäß dem Beförderungen nach Dienstjahren erfolgen sollten. Pechlin brachte dabei den Vorschlag ein, dass die Stände im Rahmen von Beförderungen keinerlei Mitspracherechte haben sollten. Der Reichstag stimmte diesem Ansinnen zu. Mit seinem Auftritt beim Reichstag machte er durch seine Redegewandtheit auf sich aufmerksam, erfuhr jedoch auch Kritik.
Pechlin vertrat grundsätzlich die Meinung der Partei der Hüte, wich jedoch auch davon ab, so bei Diskussionen um den 1739 gegründeten Manufakturfonds, der die schwedische Wirtschaft im Sinne des Merkantilismus unterstützen sollte. Pechlin war der Ansicht, dass mit den von dem Fonds vergebenen Krediten, Prämien und Subventionen Staatsgelder verschwendet wurden. Dabei griff er das Königspaar und dessen Intrigen gehässig an, was seine Parteifreunde nicht duldeten.

## Der Siebenjährige Krieg und die Folgejahre
Im Juni 1757 entschied der Reichstag, in den Siebenjährigen Krieg einzutreten, um Teile Pommerns zu erobern und die Odermündung einzunehmen. Pechlin ging als stellvertretender Chef des Regiments Jönköping, das Ende Juni 1758 Rügen erreichte, nach Pommern. Bei der Verteidigung Wolgasts übernahm er das Kommando ebenso wie bei Operationen auf Usedom. Im September 1759 wurde er bei der Erstürmung Wollins verwundet. Für seine Leistungen wurde er zum Oberst des Regiments Jönköping ernannt.
Im Herbst 1760 berief der schwedische Reichsrat die Stände zu einem Reichstag. Anlass waren die fehlenden Gelder für einen Krieg in Pommern. Schon zu Beginn der Versammlung kam es zu Auseinandersetzungen über die sogenannte Capita-Angelegenheit. Einige Offiziere, die Oberhäupter ihrer Geschlechter waren, waren von Pommern zum Reichstag angereist, ohne hierfür Urlaub erhalten zu haben. Der Reichsrat hatte dies als Pflichtverletzung angesehen und sie daher entlassen. Das Ritterhaus hatte ihnen wieder zu ihren Posten verholfen. Pechlin war bereits in Pommern als Wortführer der Kritiker in Erscheinung getreten. Auch auf dem Reichstag sprach er sich in der Debatte für die Offiziere aus und führte die Opposition gegen die Regierung an. Kritiker aller Richtungen schlossen sich zu neuen, von Pechlin geführten Landpartei („lantpartiet“) zusammen.
Am 5. Dezember 1760 attackierte Pechlin den Reichsrat mit einer Eingabe, in der er dem Rat vorwarf, bei der Abgabe der Kriegserklärung die Grundgesetze verletzt zu haben. Er schlug erfolgreich vor, eine Besondere Deputation zu schaffen, um das Vorgehen des Reichsrates seit dem letzten Reichstag zu kontrollieren. Pechlin verhandelte vor ersten Aktionen der Deputation mit Fredrik Axel von Fersen, den er für mutmaßlich 700.000 Taler Kupfermünze vom Übertritt zur Partei der Hüte (Hattarne) überzeugen konnte. Die Partei musste den Rücktritt Anders Johan von Höpkens und zweier weiterer Minister hinnehmen. Dieser Verrat seitens Pechlins löste allgemeine Verbitterung und die Auflösung der Landpartei aus; die Besondere Deputation konnte nicht tätig werden. Als Pechlin die Regierung ungeschickt kritisierte, nutzten dies seine Gegner zur Rache. Am 24. August 1761 beschlossen Ritterschaft und Adel, dass er diesem und dem folgenden Reichstag 1765/66 fernzubleiben hatte.
1769/70 gewann die Partei der Hüte die Reichstagswahlen und übernahm von der Mützen-Partei (Mössorna) die Regierung. Pechlin galt zunächst als Hüte-Anhänger und erhielt Sitze im Geheimen Ausschuss und der Bankdeputation. Er distanzierte sich schnell von der Partei, die die Macht des Königs stärken wollte. Er kontaktierte Repräsentanten Russlands, Dänemarks und Englands, um gemeinsam gegen die Staatsreform vorzugehen und Schwedens Abhängigkeit von Frankreich zu beenden. Im Mai 1769 bekam er 100.000 Taler Kupfermünze, mit deren Hilfe er Anhänger finden sollte. Im Juli desselben Jahres wechselte er offen zur Mützen-Partei und stieg zu einem der Anführer auf.

## Die Regierungszeit Gustav III.
1771 übernahm Gustav III. den schwedischen Thron. Um die Macht des Königs zu erhöhen, wollte er die Gegensätze der Parteien nivellieren und kontaktierte daher die Parteiführer, so auch Pechlin, um einen Vergleich zu finden, scheiterte damit jedoch. Im November 1771 fassten Ritterschaft und Adel den Beschluss, dass der Vorgang aus ihrer Sicht hinfällig sei. Der König reagierte darauf mit einem Kurswechsel und schaffte im August 1772 die Verfassung der Freiheitszeit ab und vergrößerte damit seine Macht erheblich. Am 18. August 1772 erhielt Pechlin vom Reichstag einen vom König signierten Befehl, gemäß dem er einen Aufstand in Schonen beenden sollte. Er kam dem Befehl erst einige Tage später nach. Als er Jönköping erreichte, geriet er wenig später in Haft und musste sich vor einem Kriegsgericht verantworten. Da keine gravierenden Anschuldigungen gegen ihn vorlagen, endete das Verfahren im Januar 1773. Drei Monate später wurde er mit Pension verabschiedet, woraufhin er auf seine Güter in Småland reiste.
Pechlin besuchte nicht den Reichstag 1778 und kontaktierte im Januar 1780 den russischen Ministerresidenten. Mit diesem besprach er, ob die Unruhen der Bauern aufgrund eines 1772 ausgesprochenen Verbotes der privaten Branntweinherstellung aus Getreide geeignet sei, gegen den König vorzugehen. Pechlin versuchte, die Stimmung unter den Bauern zu schüren, wobei er sich keines Vergehens schuldig machte. Der König besuchte die Bauern und machte einige Zugeständnisse, mit denen er die Situation befriedete. Pechlin musste bis zum Reichstag 1768 warten, wo eine starke Opposition hervortrat, die das eigenmächtige Handeln des Königs, die ruinierten Staatsfinanzen und die wirtschaftlichen Probleme kritisierte. Pechlin agierte hier als Wahlmann und im Bankausschuss. Er sprach selten bei Debatten des Ritterhauses, war jedoch im Bankausschuss sehr aktiv. Hier konnte die Selbstständigkeit der Bank entgegen den Absichten des Königs gesichert werden. Während des Reichstags pflegte Pechlin erneut seine Kontakte zu russischen Gesandten.
Während des Schwedisch-Russischen Krieges besuchte Pechlin am 26. Januar 1789 den Reichstag, um die Freiheit der Stände zu verteidigen. Er ließ sich, wahrscheinlich auf eigene Bitte, nicht in eigenen Ausschuss wählen und sprach nur selten bei den Debatten des Ritterhauses. Der König sicherte seine Position und besiegte oppositionelle Adlige. Nach einer Festnahme am 20. Februar 1789 wurde Pechlin wie andere Oppositionelle mit einem Hausarrest belegt.

## Das Attentat auf den König
Am 23. Januar 1792 nahm Pechlin an dem letzten Reichstag Gustav III. teil. Er hielt sich zurück und bemühte sich, mäßigend auf junge, hitzige Teilnehmer der Debatten einzuwirken. Er sprach nicht im Ritterhaus und gehörte nicht dem Geheimen Ausschuss an. Da Parteiführer Fredrik Axel von Fersen nicht an dem Reichstag teilnehmen wollte, hatte Pechlin eine wichtige Rolle in der Opposition, deren Führungspersonen sich seiner Unterkunft in Gävle trafen. Er verließ den Reichstag vor dessen Ende am 24. Februar 1792 gen Stockholm, wo er in seinem Haus Gesinnungsgenossen empfing. Hier entstanden Pläne für ein Attentat auf den König, eine freisinnige Verfassung und einen Einkammerreichstag. Pechlin diskutierte wichtige Aspekte stets nur ohne Zeugen unter vier Augen.

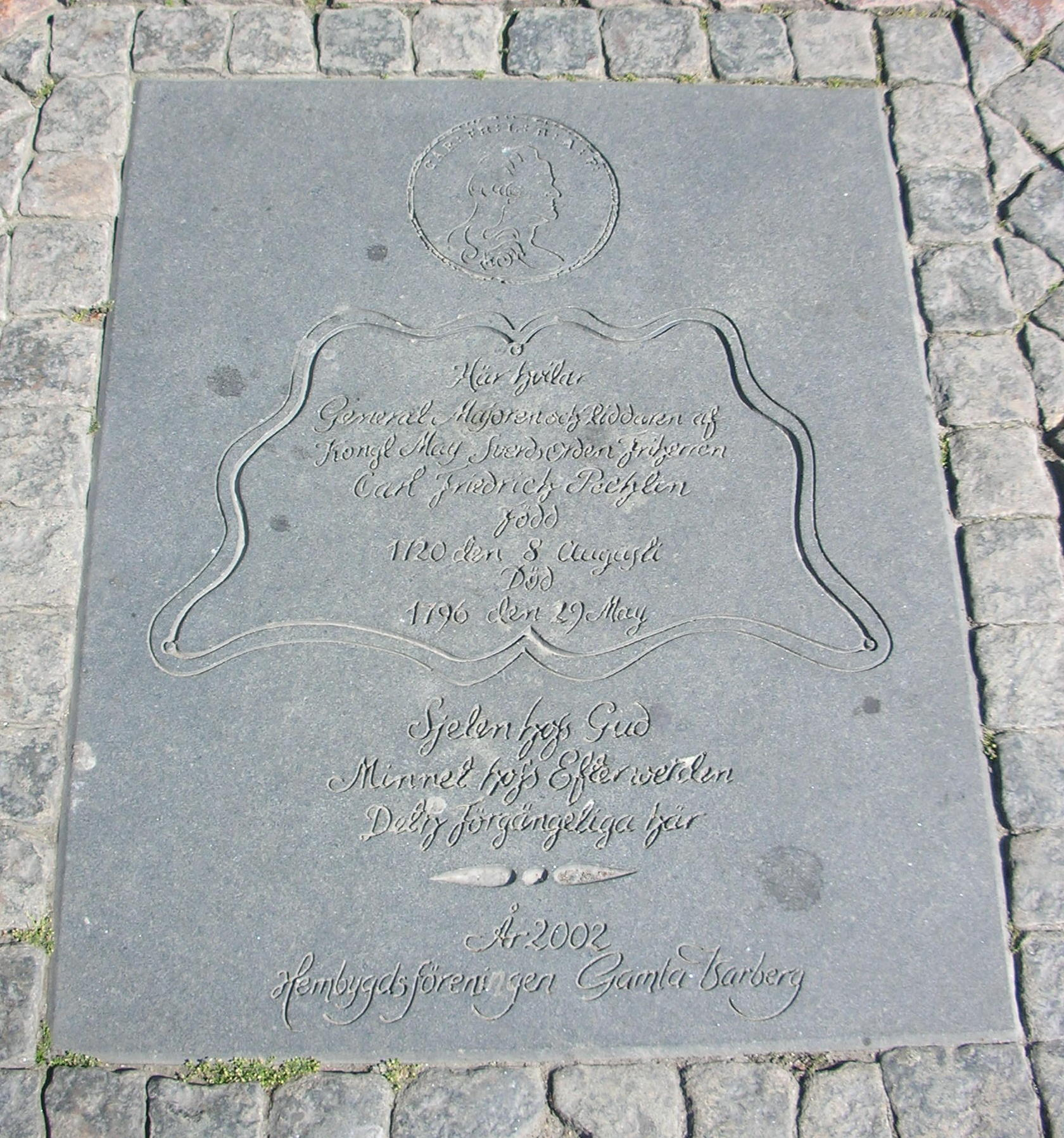
Pechlins Grabplatte in Varberg

Der Angriff auf den König erfolgte am 16. März 1792 bei einem Maskenball in der Oper von Stockholm. Da der König nicht sofort starb, konnte er noch gegen seine Gegner vorgehen. Die Verschwörer gerieten schnell in Haft und gestanden. Der inhaftierte Pechlin bestritt, in irgendeiner Form beteiligt gewesen zu sein. Trotz fehlender umfassender Beweise saß er bis Lebensende in der Festung Varberg in Haft.

## Familie
Pechlin heiratete Anna Kristina von Plomgren (* 3. März 1727; 7. August 1788 in Lundstorp). Ihr 1751 nobilitierter Vater Thomas von Plomgren (1702–1754) war ein Bürgermeister von Stockholm und verheiratet mit Brigitta Kristina, geb. Funck. Das Ehepaar Pechlin hatte eine Tochter und drei Söhne.